# Ignacia Zeballos Taborga
Ignacia Zeballos Taborga (La Enconada, Santa Cruz, Bolivia; 27de junio de 1831 - La Paz, Bolivia; 5 de septiembre de 1904) fue una heroína boliviana que participó en la Guerra del Pacífico como la primera enfermera de Bolivia. Al concluir la guerra fue distinguida con el rango de Coronela de Sanidad y declarada Heroína Benemérita de la Patría; de manera póstuma fue declarada Madre del Soldado Boliviano por las Fuerzas Armadas de su país.

## Biografía
Ignacia Zeballos Taborga nació en Bolivia en la Enconada, actual municipio de Warnes, del departamento de Santa Cruz el 27 de junio de 1831. Hija de Pedro Zeballos y Antonia Taborga, tuvo dos hermanos y contrajo matrimonio en dos ocasiones, enviudando en ambos casos. 
Luego del fallecimiento de su segundo marido, se trasladó a la ciudad de La Paz, donde se dedicó al oficio de costurera. En 1876 participó de la quema del Palacio de Gobierno, en el intento fallido de derrocar el gobierno del entonces Presidente Tomás Frías, retornado luego de estos acontecimientos a Santa Cruz.
Estando en Santa Cruz, enterada de la comunicación del Ministerio de Gobierno del 3 de marzo de 1879 que con carácter de “urgente”, instruía el acopio de armamentos y municiones para la defensa de la nación ante la invasión del ejército chileno al puerto de Antofagasta el 14 de febrero de 1879; comunicado que debido a las condiciones de acceso en ese entonces al oriente boliviano llegó a la Prefectura de Santa Cruz el 28 de marzo de ese mismo año. A pesar de que el comunicado eximía a los residentes de Santa Cruz y Beni de enlistarse, debido a la distancia y falta de recursos; Ignacia Zeballos se trasladó hasta la ciudad de La Paz a lomo de caballo junto al “Escuadrón Velasco” o “Rifleros del Oriente”. En esta ciudad, se enlistó al Batallón Colorados, partiendo luego hacia Tacna, vistiendo el uniforme de su difunto marido, el Teniente Blanco.
A su llegada a Tacna, se incorporó como enfermera a la Cruz Roja, entonces conocida como Ambulancia, participando junto a las tropas de Bolivia y Perú en las batallas de Ite y Moquegua, en las que a lomo de mula cargaba a los niños de las Rabonas (esposas o madres de los soldados que los acompañaban para proveerles comida y ropa limpia) y los rifles de los soldados. 
Ignacia relataría la Batalla del Alto de la Alianza del 26 de mayo de 1880 de la siguiente manera: 

Al día siguiente me dirigí al lugar donde fue la batalla, llevando carne, pan y 4 cargas de agua, acompañada de dos sanitarios; al pasar por ese lugar y al ver mortandad tan inmensa se partió mi corazón y lloró sangre…el cuadro no sólo era de mortandad, tenía un elemento vivo, pero mucho más triste que la figura de los muertos; mujeres vestidas con mantas y polleras descoloridas, algunas cargando una criatura en la espalda o llevando un niño de la mano, circulaban entre los cadáveres; encorvadas buscando al esposo, al amante y quizás al hijo, que no volvió a Tacna. Guiadas por el color de las chaquetas, daban vueltas a los restos humanos y cuando reconocían al que buscaban, caían de rodillas a su lado, abatidas por el dolor al comprobar que el ser querido al que habían seguido a través de de tantas vicisitudes, tanto esfuerzo y sacrificio, había terminado su vida allí, en una pampa maldita, de una manera tan cruel, desfigurado por el proyectil polvoriento y ensangrentado, convertido en un miserable pingajo de carne pálida y fría que comenzaba a descomponerse bajo un sol sin piedad y un cielo inmisericorde, ¡Oh Rabona boliviana, tan heroica como los guerreros yacentes!, la más anónima de los héroes anónimas

Finalizada la Guerra del Pacífico, la Convención Nacional de 1880 la declaró Heroína Benemérita de la Patria, confiriéndole el título de Coronela de Sanidad, otorgándole una medalla de oro y asignándole una pensión vitalicia de 40 pesos mensuales. En 1894 ella solicitó al congreso que se cambie esta pensión por un solo pago de 6000 pesos, puesto que viviendo ella en Warnes, debía trasladarse a Santa Cruz de la Sierra para realizar el cobro de su renta cada mes. El congreso aprobó finalmente un monto de 4000 pesos.
La Coronela Zeballos falleció en la ciudad de La Paz a los 73 años de edad, el 5 de septiembre de 1904; fue enterrada en el Panteón de los Notables, en el Cementerio General de La Paz con todos los honores militares del Ejército de Bolivia por su rango.
El 27 de mayo de 1982 los restos de Ignacia Zeballos fueron trasladados en una urna a su tierra natal Warnes, y colocados al pie de su monumento en la rotonda norte de la carretera a Montero.

## Reconocimientos Póstumos
Mediante Decreto Supremo Nº 1232 de 17 de junio de 1948, el presidente Enrique Hertzog determinó que la Escuela Nacional de Enfermeras de La Paz sea nombrada “Ignacia Zeballos” en honor a la heroína boliviana. 
El 27 de mayo de 1982, coincidiendo con la celebración del '"Día de las Madres Bolivianas", en ocasión del traslado de los restos de la heroína boliviana a su tierra natal en Warnes, las Fuerzas Armadas de Bolivia la declararon Madre del Soldado Boliviano.
Calles en los departamentos de Santa Cruz, Chuquisaca y La Paz llevan su nombre, así como institutos y unidades educativas de su país.